# Reziliență (psihologie)
Reziliența este definită frecvent drept capacitatea ființelor umane de a se adapta într-o manieră pozitivă la situații nefavorabile. Totuși, începând cu anii 60, conceptul a suferit numeroase schimbări. La început, a fost considerată înnăscută, mai apoi atenția s-a îndreptat atât spre factorii individuali cât și cei familiali, sociali dar și culturali. Cercetătorii secolului XXI consideră reziliența un proces social și cultural, putând fi explicat cu ajutorul a trei modele: „compensator”, „de protecție”, „de sfidare”.

## Etimologie
Reziliența provine din termenul latin resilio, „a se întoarce, a ricoșa, a ieși în evidență”. Termenul a fost adaptat în psihologie și în alte științe sociale, referindu-se la persoanele care, deși trec prin situații stresante, nu sunt afectate de acestea din punct de vedere psihologic.

## Istoric
Termenul de reziliență a fost utilizat în diferite moduri. Dintre psihologi, Emmu Warner face referire în 1995 la trei utilizări generale ale termenului: o bună dezvoltare în ciuda pericolului social, păstrarea competențelor în ciuda stresului continuu și recuperarea după o traumă. 

În 1999, Emily Hunter definește reziliența drept un continuu între două poluri: „reziliență mai puțin optimă”, „reziliență optimă”. În cazul adolescenților supuși riscului psihosocial, ce răspund într-o manieră mai puțin optimă, acest tip de replică include „tactici violente de supraviețuire, comportamente marcate de un înalt risc social respectiv abandon social și emoțional”, iar prognosticul poate fi acela de adulți neadaptați.
Între 1999 și 2000, Michael Rutter caracterizează reziliența drept rezistență relativă la riscul psihosocial,ce nu implică neapărat așteptarea unui rezultat pozitiv ci mai degrabă se concentrează pe modul sau procesul prin care individul înfruntă riscul. Rutter și-a dezvoltat studiile pornind de la trei arii de cercetare: studiul populațiilor cu un nivel ridicat al riscului, ca de exemplu cel al copiilor cu părinți bolnavi mintal; studiile asupra temperamentului, realizate în anii 60, respectiv studiul diferențelor interindividuale în ceea ce privește modul de a înfrunta situații din viață .
Între anii 2000 și 2006, Suniya Luthar definește reziliența ca o adaptare pozitivă în ciuda dificultăților, punând accent pe cele două elemente care o constituiesc: adversitatea semnificativă și adaptarea pozitivă. Se poate concluziona că reziliența se măsoară indirect doar prin intermediul acestor două elemente.
Psihiatrul și psihanalistul Boris Cyrulnik a dezvăluit acest concept extras din scrierile lui John Bowlby. Este un termen preluat din rezistența materialelor, care pot fi împăturite, îndoite fără a se rupe, pentru ca apoi să-și recapete forma inițială; de exemplu, un arc ce urmează să lanseze o săgeată, pipirigii sub presiunea vântului. Atunci când un subiect sau un grup poate face acest lucru, se poate spune că are reziliența suficientă pentru a face față greutăților ba chiar se poate întări în urma acestora. În prezent, reziliența este abordată de psihologia pozitivă, care se centrează pe capacitățile, valorile și atributele ființelor umane și nu pe slăbiciunile sau patologiile acestora, precum în psihologia tradițională. Conceptul de reziliență corespunde într-o anumită măsură cu cel de „putere”. Înseamnă a depăși o situație și a deveni mai puternic, mai bun decât înainte.
Reziliența reprezintă capacitatea de a înfrunta dificultățile. În neuroștiință se afirmă că persoanele reziliente sunt mai echilibrate din punct de vedere emoțional în fața situațiilor stresante, suportă mai ușor presiunea. Acest lucru permite o senzație de control în fața evenimentelor, o mai bună capacitate de face față provocărilor.
Această capacitate de a rezista este testată în situațiile stresante, ca de exemplu pierderea neașteptată a unei ființe dragi, abuzul fizic sau psihic, abandonul afectiv, eșecul, catastrofele naturale și sărăcia extremă.
S-ar putea spune că reziliența reprezintă o tărie ce depășește rezistența. Reprezintă capacitatea de a domina, depăși stimuli nefavorabili.
- Procese reziliente: Datorită experienței și studiilor, a fost posibilă schimbarea cuvântului reziliență în procese reziliente. Acest lucru se datorează faptului că nu vorbim despre o capacitate ci despre un proces ce implică o multitudine de factori. Atunci când o persoană experimentează o situație extremă sau delicată, poate să exercite influență atât ea cât și familia, mediul, situația economică, prieteniile. De aceea, nu vorbim despre capacitatea unui individ ci despre consecința unor evenimente la care au contribuit mai multe persoane și la elementele necesare pentru a învăța ceva din întâmplarea respectivă, pentru a deveni mai puternic. Individul în cauză a dus la bun sfârșit un proces rezilient.